# Andrea Malinconico
Andrea Malinconico  (né le 3 juin 1635 à Naples et mort le 4 octobre 1698)  est un peintre italien baroque qui fut actif au XVIIe siècle près de sa ville natale.

## Biographie
Élève de Massimo Stanzione, Andrea Malinconico est un peintre baroque de l'école napolitaine.

## Œuvres
- Saint Joseph (1660 - 1665), salle des Anges, Université Suor Orsola Benincasa, Naples.
- Susanna e i vecchioni, huile sur toile.
- Saint André, église de San Stefano (Saint Étienne) en Capri.